# Kanton Villeneuve-la-Garenne
Kanton Villeneuve-la-Garenne is een voormalig kanton van het Franse departement Hauts-de-Seine. Kanton Villeneuve-la-Garenne maaktedeel uit van het arrondissement Nanterre en telde 22.349 inwoners (1999).
Het werd opgeheven bij decreet van 24 februari 2014, met uitwerking in maart 2015.

## Gemeenten
Het kanton Villeneuve-la-Garenne omvatte enkel de gemeente Villeneuve-la-Garenne.